# Public school

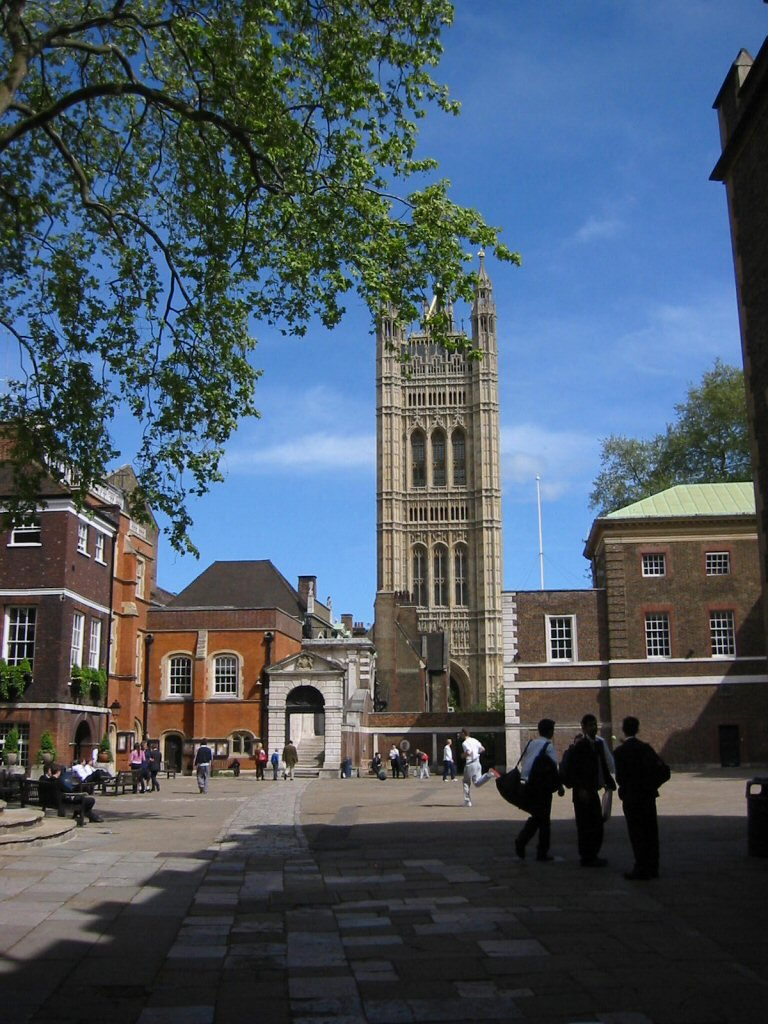
Entrada principal de la Westminster School, a Londres.

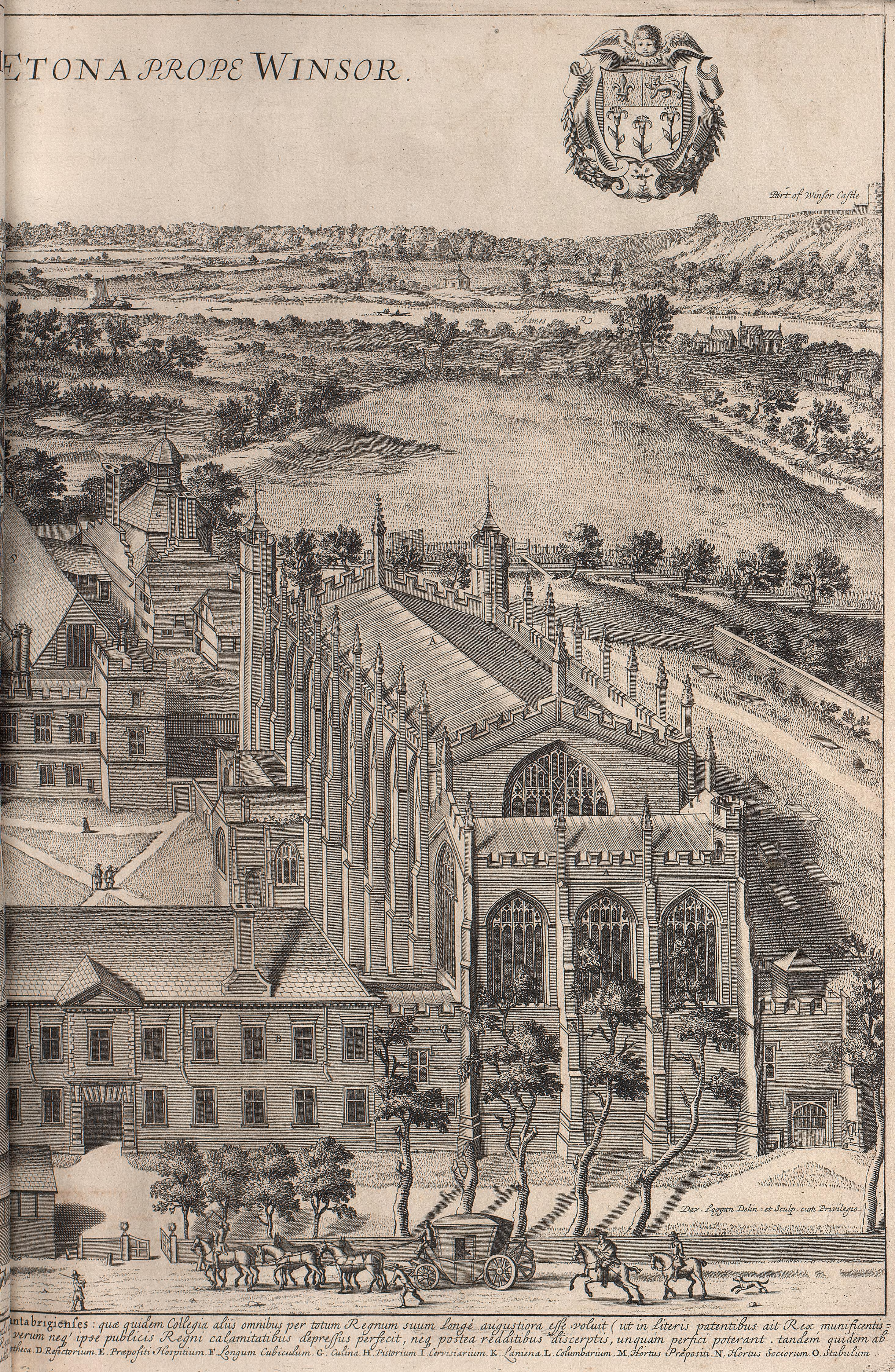
Gravat de l'Eton College per David Loggan a l'obra Cantabrigia Illustrata de 1690.

En el sistema educatiu d'Anglaterra i el País de Gal·les, el terme Public School fa referència malgrat el seu nom a un grup d'entorn del 10% de les escoles privades independents, membres de la Headmasters' and Headmistresses's Conference i que són en general antigues, molt cares i molt exclusives. En anys recents, aquest terme ha evolucionat per incloure la totalitat de les escoles privades per alumnes de tretze a divuit anys. Tot i que algunes d'aquestes escoles són notablement més antigues, els orígens del terme es troben en el segle xviii, en el qual els nobles i propietaris crearen una distinció per tal de segregar l'educació dels seus fills, si bé el nom no es va emprar fins a començaments del segle xix per descriure les escoles més prominents del país. No hi hagué una definició clara fins a la Clarendon Comission (1861-1864), una investigació sobre les escoles del Regne Unit.

## Les noupublic schoolsde 1868
Una llei de l'any 1868 (Public Schools Act), publicada després de la Clarendon Comission, restringia la definició de public school a un total de nou institucions. Aquestes són:
- Westminster School, situada prop de l'Abadia de Westminster, al centre de Londres. Ha tingut com a alumnes Ben Jonson, George Herbert, John Dryden, John Locke, Christopher Wren, Henry Purcell, Edward Gibbon, Jeremy Bentham, John Gielgud, Andrew Huxley, Peter Ustinov, Helena Bonham Carter, Dido.
- Winchester College, fundada per decret reial de Ricard II d'Anglaterra el 1382. Entre els seus alumnes hi ha Matthew Arnold, Alfred Douglas, G. H. Hardy, Oswald Mosley i Anthony Trollope.
- Eton College, fundada l'any 1440 per Enric VI d'Anglaterra. Ha tingut com a alumnes Arthur Balfour, Jeremy Brett, Henry Fielding, Ian Fleming, William Ewart Gladstone, Aldous Huxley, John Maynard Keynes, George Orwell i Guillem de Gal·les.
- Saint Paul's School, instaurada el 1509 per John Colet, degà de la Catedral de Sant Pau de Londres, en un terreny al nord de la catedral. Entre els seus antics alumnes hi ha John Milton, Samuel Pepys, Gilbert Keith Chesterton.
- Shrewsbury School, fundada el 1552. Charles Burney en fou alumne, així com Charles Darwin, Samuel Butler, Nevil Shute, Martin Rees i Michael Palin.
- Merchant Taylors' School, els orígens de la qual es troben l'any 1561 i en l'honorable companyia dels mercaders-sastres. Originalment es trobava a la City, mentre que actualment està situada al barri de Northwood (Londres).
- Rugby School, fundada el 1567 par Lawrence Sheriff, comerciant de la ciutat de Rugby (Anglaterra). S'hi va fundar l'esport del mateix nom. La institució ha tingut alumnes com ara Lewis Carroll, Austen Chamberlain, Neville Chamberlain, Wyndham Lewis i Salman Rushdie.
- Harrow School, fundada el 1572 per decret reial d'Elisabet I d'Anglaterra sota direcció de John Lyon. Entre els seus alumnes més prominents es poden citar Lord Byron, Winston Churchill, Jawaharlal Nehru, Stanley Baldwin, Joseph Banks i Cecil Beaton.
- Charterhouse School, a Godalming, comtat de Surrey. Fundada el 1611 a Londres per Thomas Sutton on hi havia hagut una antigua cartoixa, ha tingut alumnes com Joseph Addison, Richard Steele, William Makepeace Thackeray, Robert Baden-Powell, Max Beerbohm i Peter Gabriel.